# 露瓣乌头
露瓣乌头（学名：Aconitum prominens）为毛茛科乌头属下的一个种。

## 扩展阅读
- 維基物種上的相關：露瓣乌头